# 葉月秋子
葉月 秋子（はづき あきこ）は、日本の漫画家。
ファンタジー系やホラー系の作品を執筆している。近年は小説の執筆も行っている。

## 作品リスト
- 緑の瞳の悪魔（1987年9月、廣済堂出版ソリティアコミックス） - 「恐怖シリーズ」の1冊。ISBN 4-331-45121-6
- 妖魔の騎士（1987年-1991年、秋田書店ホラーコミックス） - 全7巻。
- 魔性の少年（1989年12月、東京三世社MY COMICS） - ISBN 4-88570-580-0
- 精霊の森（1991年6月、宙出版ミッシィコミックス） - ISBN 4-391-91356-9
- 銀の封印・金の鍵（1992年、秋田書店ホラーコミックス） - 全2巻。
- 魔獣狩り（1992年9月、秋田書店ホラーコミックス） - ISBN 4-253-12755-X
- 愛なき砂漠（原作：ペニー・ジョーダン、2005年6月、宙出版エメラルドコミックスハーレクインシリーズ） ISBN 4-7767-1630-5